# الغواصة الألمانية يو-883
غواصة يو-865 غواصة يو بوت ألمانية من الفئة التاسعة/42 بنيت لسلاح بحرية ألمانيا النازية كريغسمارينه، في أحواض بناء السفن والآلات الألمانية وإيه جي فيزر في بريمن خلال الحرب العالمية الثانية.